# Bénac, Hautes-Pyrénées
Bénac är en kommun i departementet Hautes-Pyrénées i regionen Occitanien i sydvästra Frankrike. Kommunen ligger i kantonen Ossun som tillhör arrondissementet Tarbes. År 2022 hade Bénac 530 invånare.

## Befolkningsutveckling
Antalet invånare i kommunen Bénac
| Referens: INSEE |